# Géospize gris
Espèce
Statut de conservation UICN

 LC  : Préoccupation mineure
Le Géospize gris (Certhidea fusca) est une espèce de passereaux appartenant à la famille des Thraupidae. C'est une des espèces couramment dénommées : "Pinsons de Darwin". Elle est endémique des îles Galápagos.